# Сокорики
Сокорики — село в Україні, у Коростенській міській територіальній громаді Коростенського району Житомирської області. Населення становить 242 особи (2001).

## Населення

### Мова
Розподіл населення за рідною мовою за даними перепису 2001 року:
| Мова       | Кількість | Відсоток |
| ---------- | --------- | -------- |
| українська | 228       | 94.22 %  |
| російська  | 9         | 3.72 %   |
| білоруська | 3         | 1.24 %   |
| румунська  | 2         | 0.82 %   |
| Усього     | 242       | 100 %    |

## Історія
Виникло 1960 року на базі поселення при залізничній станції та селища Бехівського щебеневого заводу. Взяте на облік із присвоєнням назви 27 червня 1969 року.
10 грудня 2024 року селище віднесене до категорії сіл. На даний момент невеличке поселення.